# Marie Roch Louis Reybaud
Marie Roch Louis Reybaud (Marsiglia, 15 agosto 1799 – Parigi, 26-28 ottobre 1879) è stato un politico francese.

## Biografia
Dopo aver viaggiato nel Levante e in India, si stabilisce a Parigi nel 1829. Oltre a scrivere per la stampa radicale, cura la Histoire scientifique et militaire de l'expédition française en Égypte in dieci volumi (1830-1836) e  Voyage au tour du monde (1833) di Dumont d'Urville.
Nel 1840 pubblicò Études sur les réformateurs ou socialistes modernes che gli valse il premio Montyon (1841) e un posto nell'Académie des sciences morales et politiques (1850). Nel 1843 pubblicò Jérôme Paturot à la recherche d'une position sociale, una satira sociale che ebbe un successo prodigioso. Nel 1846 abbandonò le sue opinioni democratiche e fu eletto deputato liberale per Marsiglia.
Il suo Jérôme Paturot a la recherche de 10 meilleure des republiques (1848) era una satira sulle nuove idee repubblicane. Dopo il colpo di stato del 1849 smise di prendere parte alla vita pubblica e si dedicò interamente allo studio dell'economia politica. Dove scrisse La Vie de l'emploi (1855); L'Industrie en Europe (1856); e Études sur le régime de nosmanufactures  (1859); Le coton: son régime, ses problèmes, (1863).